# Femme sans passé
Pour plus de détails, voir Fiche technique et Distribution.
Femme sans passé est un film français réalisé par Gilles Grangier, sorti en 1948.

## Fiche technique
- Titre : Femme sans passé
- Réalisation : Gilles Grangier
- Scénario : Jean Guitton
- Dialogues : Marc-Gilbert Sauvajon
- Décors : Raymond Druart
- Photographie : René Colas
- Musique : Vincent Scotto
- Montage : Pierre Delannoy
- Production : Codo-Cinéma - Les Productions Claude Dolbert
- Tournage : du 15 mars au 27 avril 1948
- Pays de production :  France
- Durée : 95 minutes
- Date de sortie : 
  - France : 27 août 1948

## Distribution
- François Périer : Michel
- Alfred Adam : Monsieur Lorin
- Sophie Desmarets : Caroline
- Margo Lion : Mademoiselle Marcelle, infirmière-en-chef de la clinique psychiatrique
- Hélène Pépée : La folle
- Maurice Teynac : Chimerowitz
- Abel Jacquin : Demaison
- René Stern : Le majordome
- Jean Sylvain : Le domestique
- André Wasley : ?